# Argyranthemum gracile
Argyranthemum gracile là một loài thực vật có hoa trong họ Cúc. Loài này được Webb ex Sch.Bip. mô tả khoa học đầu tiên năm 1844.